# Chiesa di Sant'Antonio Abate (Bormio)
La chiesa di Sant'Antonio Abate è un luogo di culto cattolico, situato su via Sant'Antonio di Bormio nella provincia di Sondrio e diocesi di Como. La chiesa è nota anche come Sant'Antonio al Combo (toponimo) o come la chiesa del Santissimo Crocifisso (in quanto vi si conserva un crocifisso ligneo cinquecentesco ritenuto miracoloso).

## Storia
La chiesa originariamente era intitolata ai santi Antonio e Agostino. Il terreno che doveva accogliere il nuovo edificio di culto fu individuato fino dal 1356 come indicato in una Delibera del consiglio del Contado cittadino, e riportato nel libero consiliorum. La delibera indica il terreno nella contrada Combo, posta sul lato sinistro del torrente Frodolfo.
La costruzione ebbe inizio un paio di anni successivi. L'affresco presente nell'aula porta la datazione del 1376, data che si ritiene fosse completamente edificata. L'adorazione della croce è documentata solo dal 1732 quando fu ristrutturato l'edificio e venne costruita una cappella dove poter esporre il miracoloso crocifisso. Nel Settecento fu oggetto di un nuovo restauro su disegno di Antonio Penni da Giacomo Bassi di Valmaggia.

## Descrizione

### Esterno
La chiesa, unica posta sul lato sinistro del torrente Frodolfo, si presenta con la tradizionale facciata a capanna completa di due lesene laterali. Centralmente il portale centinato completo di lunetta affrescata con l'immagine rinascimentale del Cristo nell'avello, sulla parte superiore con contorno in mattoni.

### Interno
L'interno a unica navata è completa di una loggia interna e conserva l'affresco della Crocifissione con angeli datata 1376, dipinto che presenta assonanze con l'arte bizantina ma con un nuovo schema dato dagli angeli che raccolgo in calici il sangue che sgorga dal costato e dalle piaghe, mentre ai piedi della croce una moltitudine di fedeli è ben raffigurata in atteggiamento pietoso, e di soldati completi di armi e vessilli. Vi è anche raffigura Maria e le altre donne colte in un attimo di disperazione e sconforto, ognuna raffigurata in differente atteggiamento. L'affresco sarebbe da avvicinare alle pitture di Agostino Ferrari, e di Jacopo d'Avanzo.

Un ulteriore dipinto a fresco raffigura l'arciprete di Bormio Martino Rezzano da Como, genuflesso di fronte all'immagine della Deposizione. Il dipinto, strappato dalla demolita canonica, raffigura la Madonna che sorregge il corpo del Figlio accanto a una santa e a fianco i santi Gervasio e Protaso vestiti con ricchi abiti quattrocenteschi. Il ritratto del Rezzano sarebbe da assegnare al lariano Bartolomeo de Buris (o de Buri), presente sul territorio di Bormio nel biennio 1473-1474.
L'abside conserva gli affreschi con le Storie di sant'Antonio abate e sulla volta i Quattro evangelisti, mentre la raffigurazione dei profeti è presente nel sott'arco lavori di Paolo da Caylina il Giovane (1534). Questi sono gli affreschi di maggior pregio conservati nella chiesa, si collegano con i dipinti del Romanino e del Moretto da Brescia. L'affresco dell'Annunciazione completa la zona absidale.
Nel corso dei secoli, la devozione al Crocefisso ha inoltre arricchito la chiesa di oltre trecento ex voto, il più antico dei quali è datato 1737.